# كريستوفر كالفوس

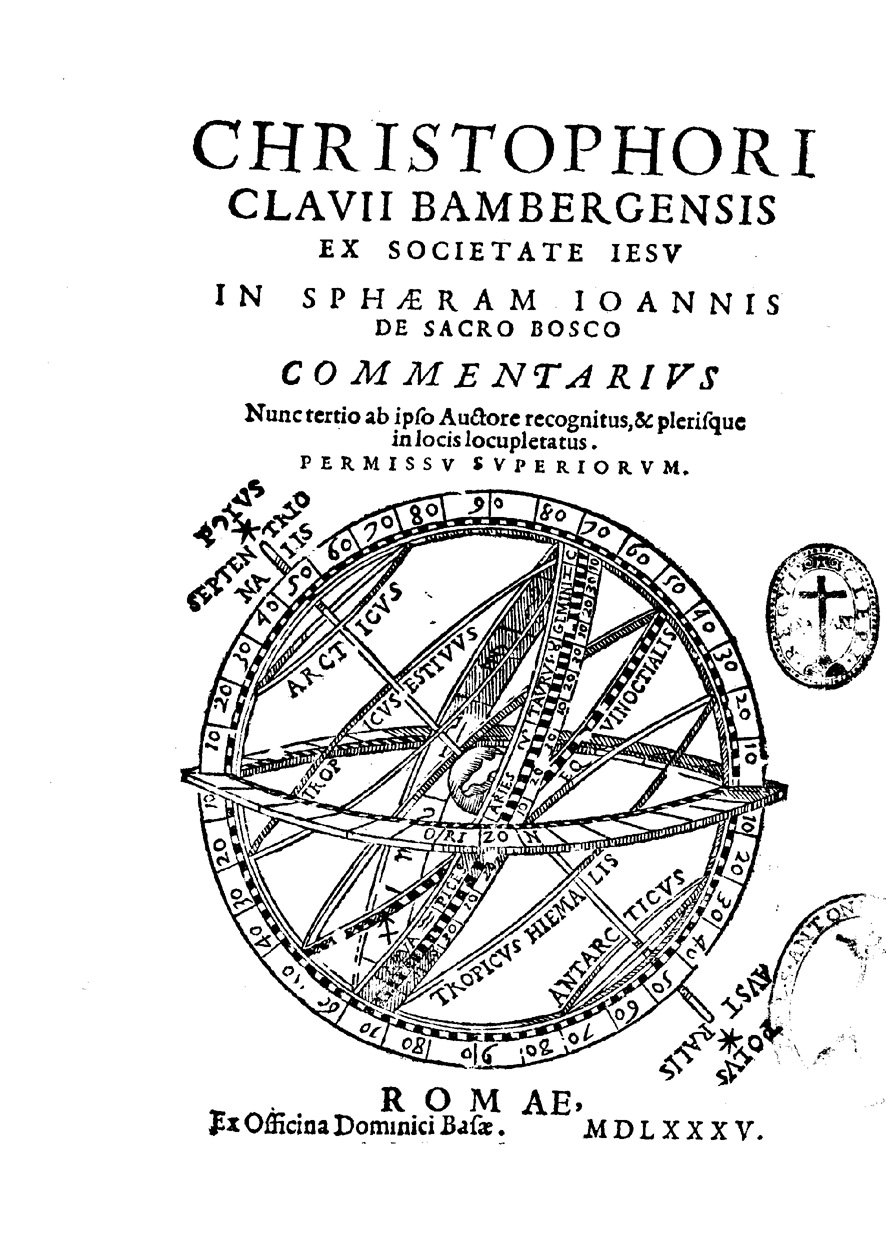
In Sphaeram Ioannis de Sacro Bosco commentarius, 1585

 كريستوفر كاليفوس  (بالألمانية: Christophorus Clavius) (25 مارس 1538 - 12 فبراير 1612) كان يسوعي ورياضياتي وفلكي ألماني الذي يرجع إليه الفضل الرئيسي في ضبط التقويم الميلادي الحديث. في السنوات الأخيرة من حياته، اعتبر الفلكي الأفضل في أوروبا، وظلت كتب تستخدم لأغراض التعليم الفلكي لأكثر من خمسين عامًا في أوروبا.
ولا يعرف سوى القليل جدًا عن نشأته، سوى أنه ولد في بامبرج في عام 1538. التحق كالفوس بالخدمة اليسوعية في عام 1555، ودرس في جامعة كويمبرا في البرتغال، حيث تواصل مع عالم الرياضيات الشهير بدرو نونيس، ثم ذهب إلى إيطاليا لدراسة اللاهوت في الجامعة الغريغورية الحبرية في روما. في عام 1579، تم تعيينه لوضع نظام حسابي لإصلاح التقويم لإيقاف عملية تحديد الأعياد البطيئة التي كانت تتغير مع فصول السنة. باستخدام الجداول البروسية لإيراسموس رينهولد، وضع اقتراح لإصلاح التقويم الذي اعتمد في عام 1582 في البلدان الكاثوليكية بأمر من البابا غريغوريوس الثالث عشر والذي يعرف الآن بالتقويم الغريغوري المستخدم في جميع أنحاء العالم. وفي علم المنطق، وضع كالفوس قانون عرف باسمه، حول استنتاج الحقائق عن طريق نقض نقيضها.
استخدم كالفوس العلامة العشرية في جداوله الفلكية في عام 1593، فكان واحدًا من أوائل الذين استخدموها في هذا المجال. وإن كان فراسنيسكو بيلوس قد استخدمها قبله في عام 1492، لكنه لم يحظ بنفس شهرة كالفوس.
كفلكي، التزم كالفوس بنموذج مركز الأرض والذي اعتبر أن كل الكواكب تدور حول الأرض. وعلى الرغم من أنه عارض نموذج مركزية الشمس لكوبرنيكوس، إلا أنه توصل إلى وجود مشاكل في النموذج القديم. كان جاليليو جاليلي معجبًا بأعمال كالفوس حتى أنه زاره في عام 1611، وناقشه في الملاحظات الجديدة التي توصل إليها باستخدام التلسكوب؛ وحينئذ تقبّل كالفوس تلك الاكتشافات الجديدة، على الرغم من تحفظه وتشكيكه حول وجود جبال على سطح القمر. حديثًا، تم تكريم كالفوس بإطلاق اسمه على فوهة في القمر.

## وصلات خارجية
- كريستوفر كالفوس على موقع الموسوعة البريطانية (الإنجليزية)

- Catholic Encyclopedia article for Christoper Clavius.
- The Galileo Project — biography of Christopher Clavius.
- Opera Mathematica نسخة محفوظة 15 يونيو 2011 على موقع واي باك مشين. — the complete mathematical works of Christopher Clavius.
- O'Connor، John J.؛ Robertson، Edmund F.، "كريستوفر كالفوس"، تاريخ ماكتوتور لأرشيف الرياضيات
- Materialsammlung zur Geschichte von Ingolstadt: Rita Haub: Christoph Clavius
- Clavius Project Historical Archives of the Pontifical Gregorian University.